# ريك باركر (لاعب كرة قاعدة)
ريك باركر (بالإنجليزية: Rick Parker)‏ هو لاعب كرة قاعدة أمريكي، ولد في 20 مارس 1962 في كانساس سيتي في الولايات المتحدة.

## وصلات خارجية
- ريك باركر على موقعبيزبول رفرنس.كوم (الدوري الرئيسي) (الإنجليزية)
- ريك باركر على موقعبيزبول رفرنس.كوم (الدوري الثانوي) (الإنجليزية)
- ريك باركر على موقع مشجعي الرسوم البيانية (الإنجليزية)